# (32430) 2000 RQ83
2000 RQ83 (asteroide 32430) é um asteroide troiano de Júpiter. Possui uma excentricidade de 0.05598020 e uma inclinação de 6.76926º.
Este asteroide foi descoberto no dia 1 de setembro de 2000 por LINEAR em Socorro.